# 山西省电力勘测设计院
37°51′34″N 112°32′54″E / 37.85958°N 112.54833°E
山西省电力勘测设计院，全称中国能源建设集团山西省电力勘测设计院，是位于中华人民共和国山西省太原市的一个科研院所，隶属于中国能源建设集团，位于太原市迎泽大街255号。

## 沿革
1958年，山西省电力勘测设计院成立，是一所大型国家甲级勘测设计单位，具备机务、电气、土建、水工、勘测、送电、变电、技术经济、计算机等30多个专业。院下设有广通高科技公司、光华设计所、中日合资晋大汽修有限公司、工程承包公司、工程监理公司等公司，并在广东珠海市设有分院，

## 工程
山西省电力勘测设计院完成的国家级工程测绘有：
- 大同——房山500千伏输电线路（山西段）工程地段地质勘测[2][3]
- 神头——大同500千伏输电线路设计[2]